# Kees Koning
Cornelis Johannes (Kees) Koning (Beemster, 14 november 1931 – Eindhoven, 22 juli 1996) was een Nederlandse katholieke priester en antimilitarist. Hij werd bekend door verschillende opzienbarende acties, die alle een idealistische grondslag hadden.
Koning groeide op in een katholiek gezin. Reeds op zijn vijftiende verliet hij het ouderlijk huis voor een priesteropleiding. In 1959 werd hij in het Bisdom 's-Hertogenbosch tot priester gewijd. Daarna werd hij aalmoezenier, een geestelijk verzorger in het leger. De dreiging van een atoomoorlog tijdens de Berlijncrisis van 1961 zette hem aan tot gewetensvragen rondom oorlogvoering. Hij begon zich steeds meer tegen militarisme te verzetten en moest het leger in 1967 verlaten omdat hij weigerde nog langer militaire onderscheidingstekens te dragen.
Koning maakte deel uit van de congregatie van de Oblaten van Sint-Franciscus van Sales. Hij werkte in de Emmaus-beweging van de Franse priester Abbé Pierre in Rouen, was verpleger in een ziekenhuis in Geldrop en ging in 1977 naar India om daar aan ontwikkelingshulp te doen. Vanaf 1985 kwamen gewaagde acties op Nederlandse bodem in beeld.
Op nieuwjaarsdag 1989 drong Koning samen met de Amsterdamse arts Co van Melle een hangar op vliegbasis Woensdrecht binnen. Daar vernielden zij, met eerder op een andere legerbasis ontvreemde bijlen, enkele NF-5-jachtbommenwerpers die klaar stonden voor transport naar het Turkse leger. Hij en Van Melle hadden met de actie aandacht willen vragen voor het lot van de in hun ogen bedreigde Koerden in Turkije, en beriepen zich onder andere op de Bijbelse profetie dat "zwaarden tot ploegscharen zullen worden omgesmeed" (Jesaja 2:4). Voor de actie kwam Koning terecht in de gevangenis van Scheveningen. Hij verzette zich nooit tegen arrestaties.
Eind 1990, aan de vooravond van de tweede Golfoorlog, vertrok Koning samen met een Duitse vredesgroep naar Irak. De groep poogde zich tussen de legers van Saddam Hoessein en die van 'Operatie Desert Storm' op te stellen teneinde het ophanden zijnde militaire conflict te voorkomen. Hij verbleef korte tijd in een woestijnkamp aan het front in Irak en bracht uitgebreid verslag uit aan het 'thuisfront' over de lotgevallen aldaar.
In augustus 1991 werd er een militaire zendmast vernield in Erp, hij moest als verdachte hiervoor in februari 1992 in Den Bosch bij de rechtbank verschijnen.
Ook ondernam hij door pacifisme gedreven reizen naar andere regio's die door oorlog waren getekend, zoals Koerdistan, Kroatië en Bosnië en Herzegovina.
Koning had zeer weinig persoonlijke bezittingen. Hij leefde in sobere behuizingen, onder andere in een klein huisje bij de woon-werkgemeenschap Emmaus in Eindhoven, waar hij aan verbonden was. Zijn onderkomen werd in 1993 door onbekenden platgebrand. Drie jaar later vond een tweede brandstichting plaats, die het hele Emmausgebouw in de as legde.
Hij kwam niet alleen in verzet tegen oorlogsgerelateerde zaken. Hij maakte zich ook sterk voor vrouwenrechten, de situatie in ontwikkelingslanden en milieubehoud.
Een van de actiemiddelen die Koning gebruikte was de hongerstaking. Tot driemaal toe ging hij hiertoe langdurig over. De eerste hongerstaking begon hij in februari 1989 en die hield hij 39 dagen vol. Ook toen hij later dat jaar in zijn Scheveningse cel zat vanwege de vernielingen in Woensdrecht, weigerde hij voedsel.
In 1994 was hij bij de Tweede Kamerverkiezingen kandidaat voor de pacifistische partij PSP'92. Op de kandidatenlijst nam hij de zesde plaats in.
In 1996 overleed hij op 64-jarige leeftijd aan een hartstilstand. Hij werd begraven op de Tilburgse begraafplaats Broekhoven, waar al eerder congregationalisten van Emmaus ter aarde waren besteld.
In 1998 stelde PSP'92 de Kees Koning Vredesprijs in.